# Ступини (Салаж)
Ступини (рум. Stupini) насеље је у Румунији у округу Салаж у општини Хида. Oпштина се налази на надморској висини од 297 m.

## Становништво
Према подацима из 2002. године у насељу је живело 260 становника, од којих су сви румунске националности.